# Itajubá
Itajubá là một đô thị thuộc bang Minas Gerais, Brasil. Đô thị này có diện tích 290,45 km², dân số năm 2007 là 89730 người, mật độ 312,1 người/km².